# YELLOW FRIED CHICKENz I
『YELLOW FRIED CHICKENz I』(イエロー フライド チキンズ ワン)は、2012年3月14日に発売されたYELLOW FRIED CHICKENzのオリジナルアルバム。

## 概要
- YELLOW FRIED CHICKENzとしては初となるオリジナルアルバム。
- DVD付きのType A、Type B、CD Onlyの3形態で発売された。

## 収録曲

### CD (Type A&Type B 共通)
1. CIRCLE (.com)
全英詞のナンバーとなっている。解散ライブの時のオープニングナンバーとして演奏された。
2. 最終通告COUNTDOWN (.jp)
3. 恋愛DRIVER ～Fooさんの歌～ (.jp)
4. LAST KISS (.jp)
本作リリースの前年に行われていたツアー『YELLOW FRIED CHICKENz WORLD TOUR *SHOW UR SOUL. I* 世壊傷結愛魂祭』で、未発表の新曲として演奏されていた楽曲。
5. YOU ARE THE REASON (.eu)
2ndシングル「ALL MY LOVE/YOU ARE THE REASON」の2曲目。
6. MIND FOREST (.com)
1stシングルのカップリング曲。
7. 妄想GIRL (.jp)
Type BのDVDに、2011年10月30日Zepp Nagoya公演で特別に披露されたメンバーがパートチェンジをして演奏したこの楽曲が収録されている。
8. THE END OF THE DAY (.jp)
1stシングルの表題曲。前曲のアウトロと被っているため、厳密には、表記のないアルバムバージョンである。
9. また、ここで逢いましょッ (.jp)
本作リリースの前年に行われていたツアー『YELLOW FRIED CHICKENz WORLD TOUR *SHOW UR SOUL. I* 世壊傷結愛魂祭』の日本公演で、未発表の新曲として演奏されていた楽曲。
Type AのDVDに、この楽曲のPVが収録されている。
10. ALL MY LOVE (.jp)
2ndシングル「ALL MY LOVE/YOU ARE THE REASON」の1曲目。
11. NOT ALONE 「キミは一人じゃない」 (.eu)
幕張メッセで行われたライブのDVDのメニュー画面や解散ライブのDVDのクレジットの場面で、この楽曲が使用されている。
YELLOW FRIED CHICKENz名義のライブでは未演奏となったが、解散から6年後に開催されたGACKTのバースデーライブ『GACKT's -45th Birthday Concert- LAST SONGS』にて、ゲスト出演したJONと共に演奏された。

### CD Only
1. CIRCLE (.com)
2. 最終通告COUNTDOWN (.jp)
3. 恋愛DRIVER ~Fooさんの歌~ (.jp)
4. LAST KISS (.jp)
5. UNTIL THE LAST DAY (.eu) (BONUS TRACK)
41stシングルの表題曲。歌詞はオリジナルの日本語詞と新たに書き下ろした英詩を混ぜ合わせたものになっており、オケ自体も新たに録り直されている。このバージョンは、他のどのアルバムにも収録されておらず、本作のみに収録されている。
6. YOU ARE THE REASON (.eu)
7. MIND FOREST (.com)
8. 妄想GIRL (.jp)
9. THE END OF THE DAY (.jp)
10. また、ここで逢いましょッ (.jp)
11. ALL MY LOVE (.jp)
12. NOT ALONE 「キミは一人じゃない」 [.eu]

### DVD (Type A)
1. また、ここで逢いましょッ -MUSIC CLIP-

### DVD (Type B)
1. 妄想BOY -WORLD WIDE EDITION-